# توکماک، اوکراین
توکماک (به روسی: Токмак) شهری در استان زاپوریژیا در کشور اوکراین واقع شده‌است. جمعیت این شهر ۳۰,۱۳۲ نفر (۲۰۲۱ تخمینی) است.

## نگارخانه

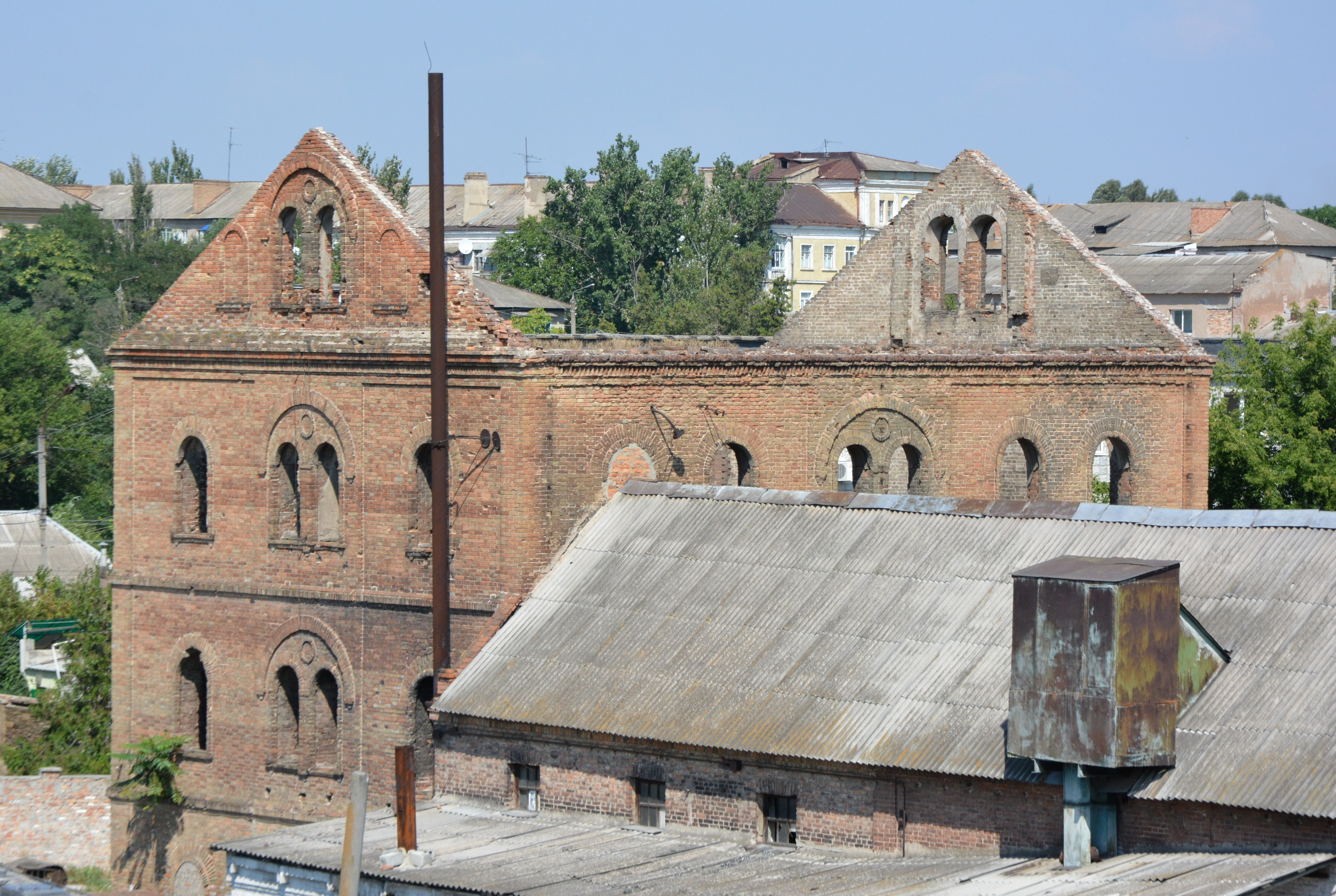
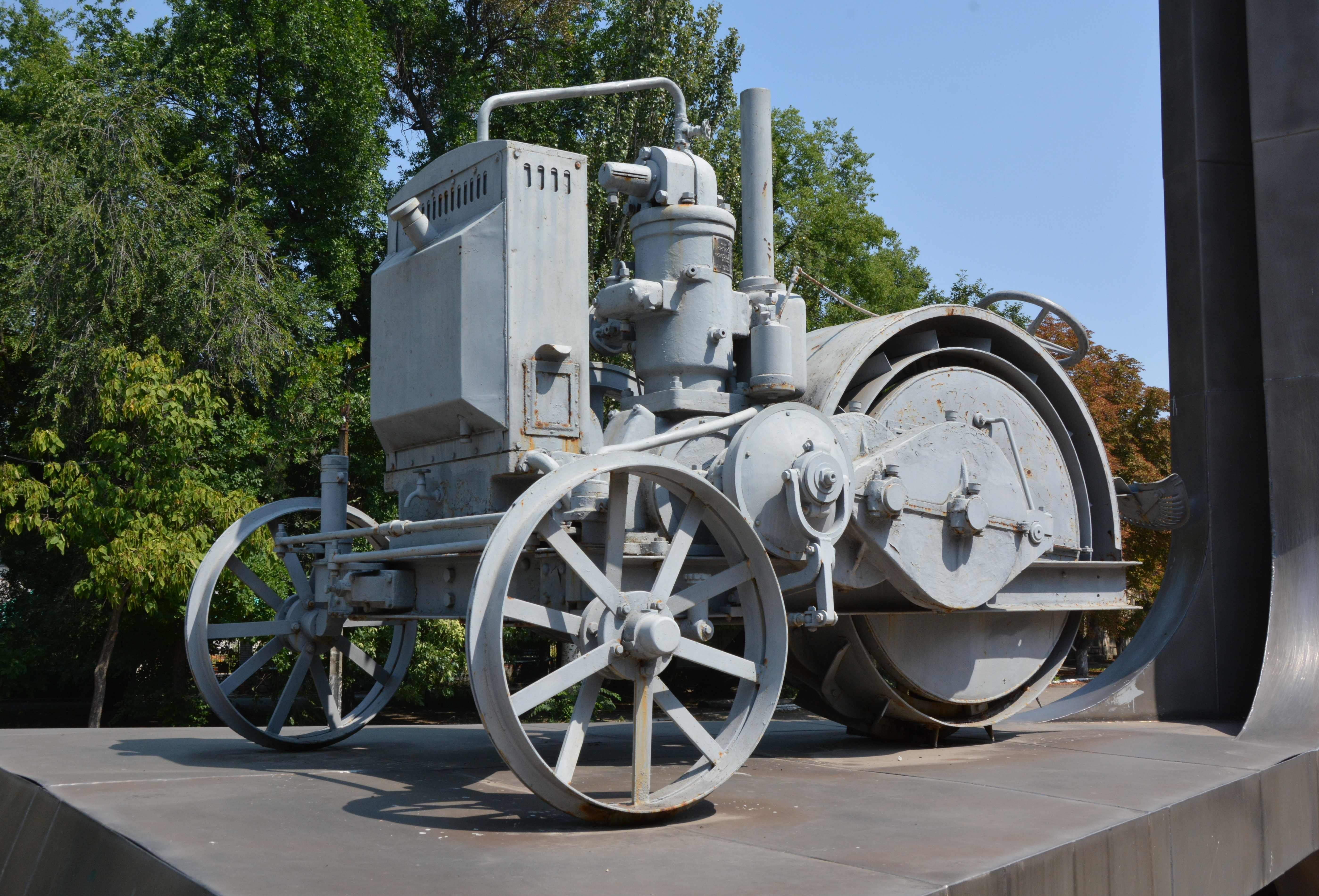
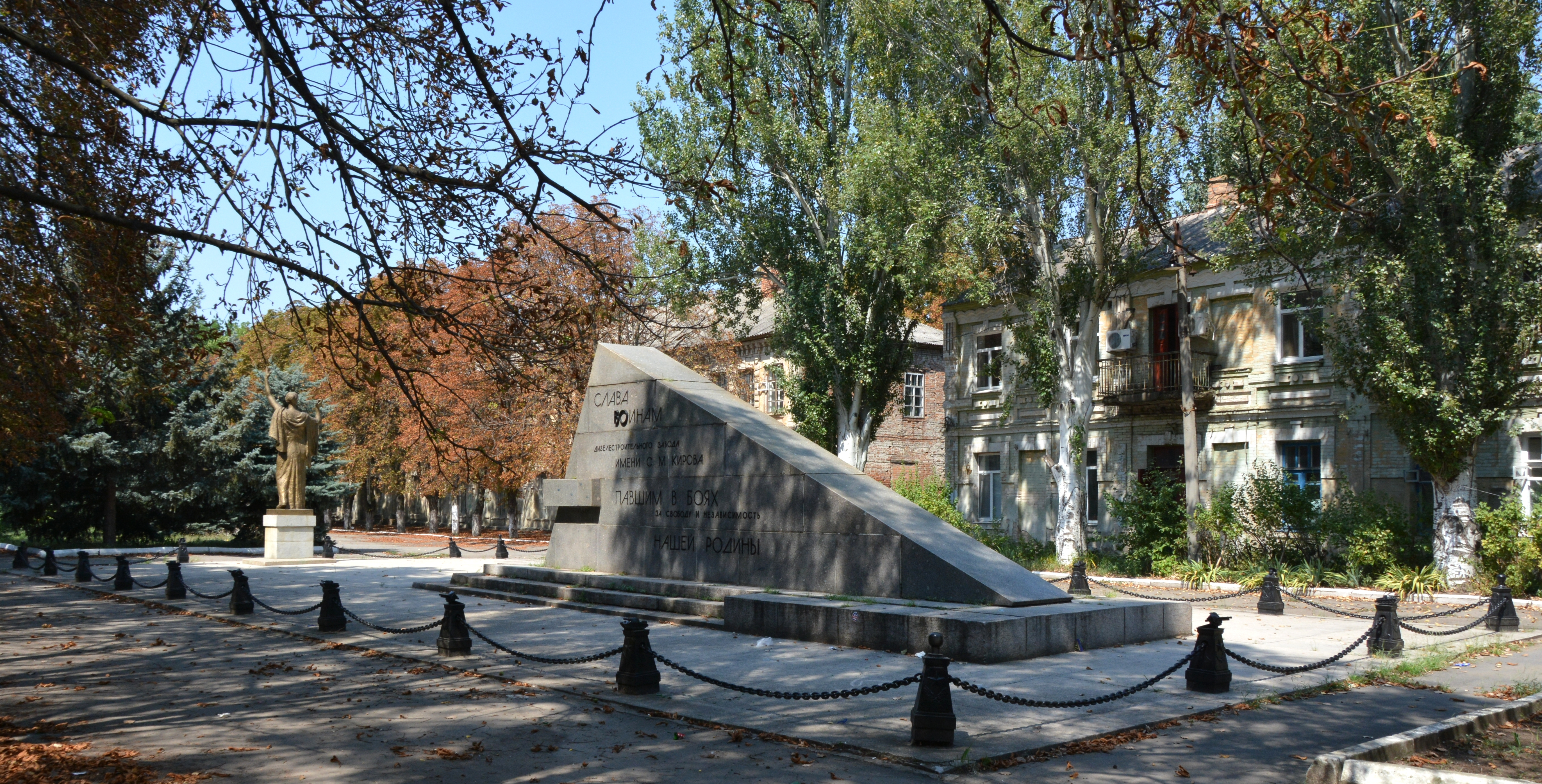
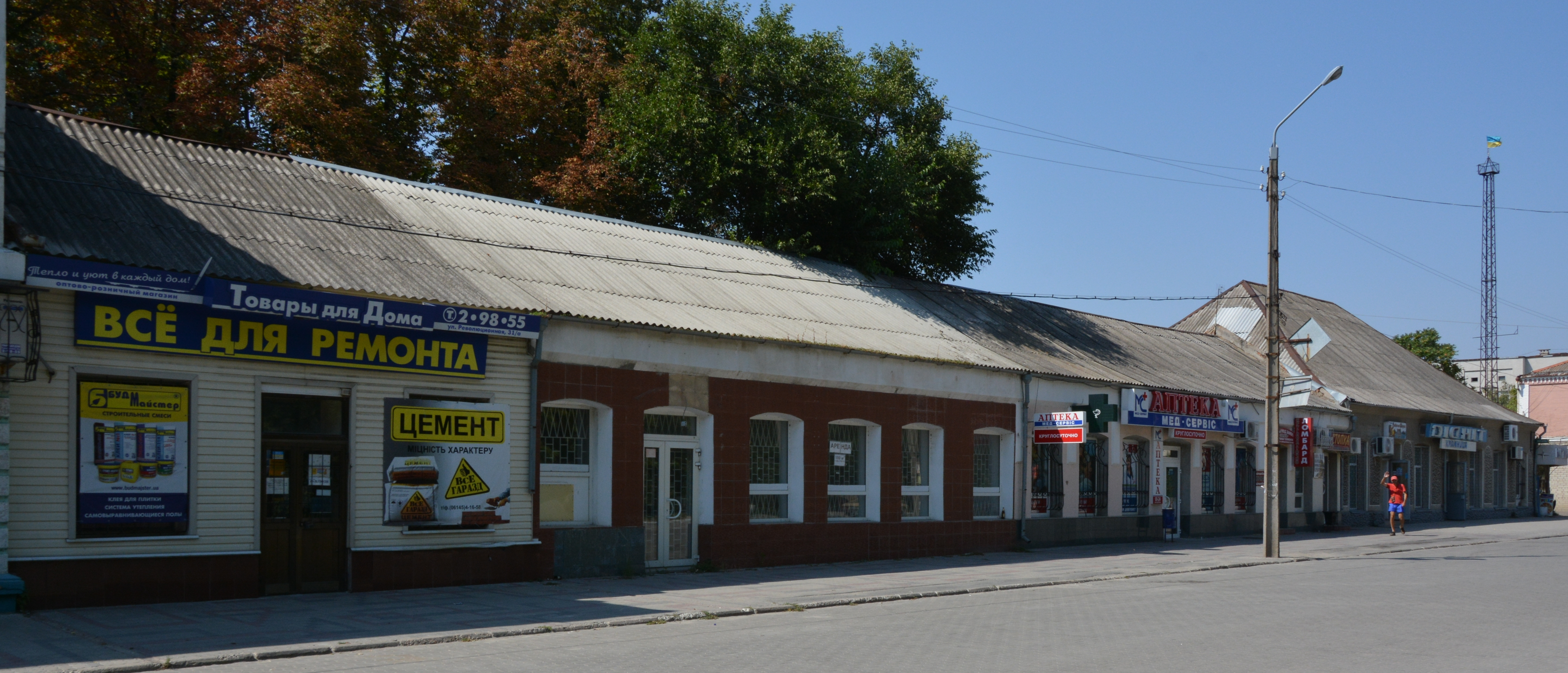
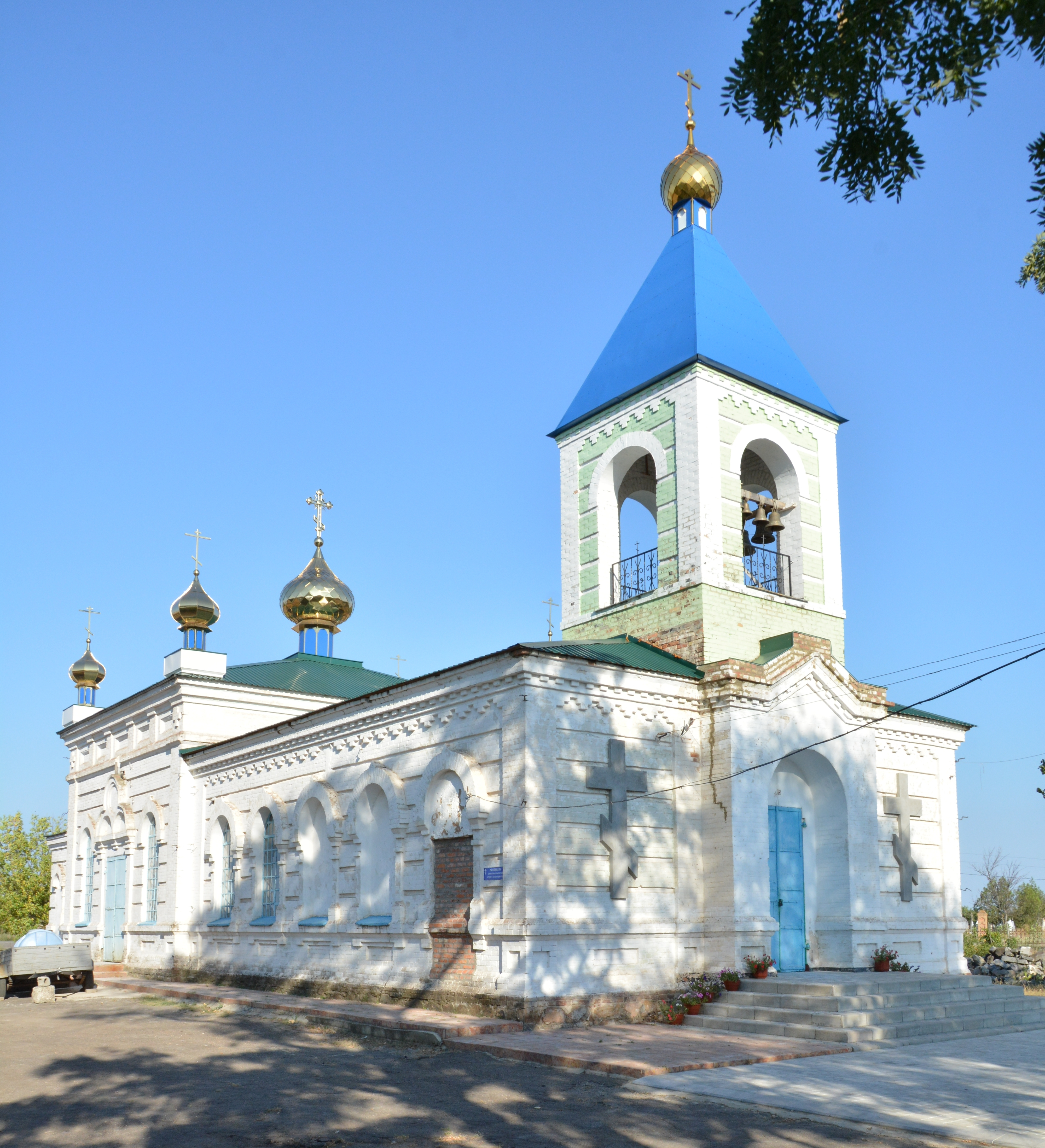
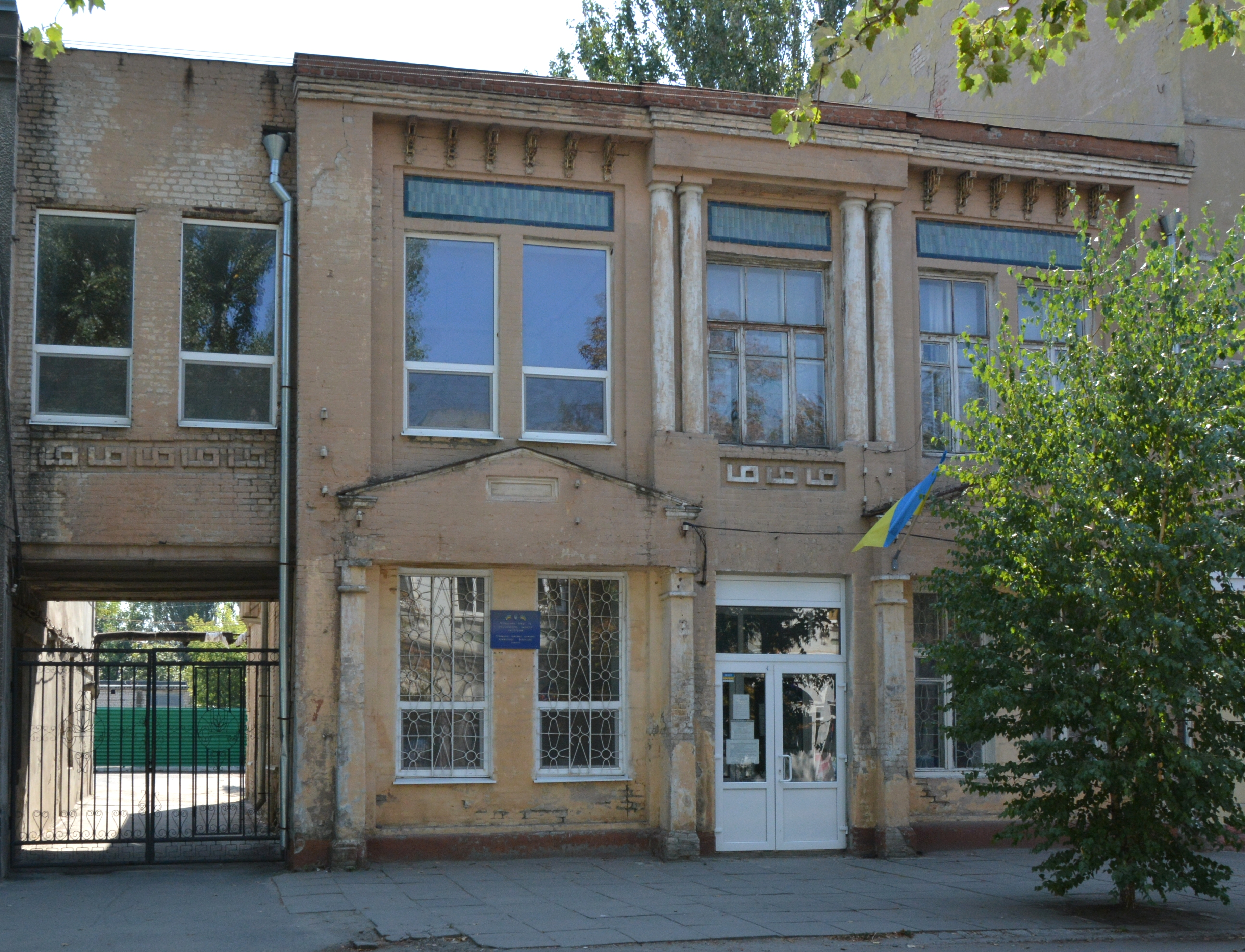
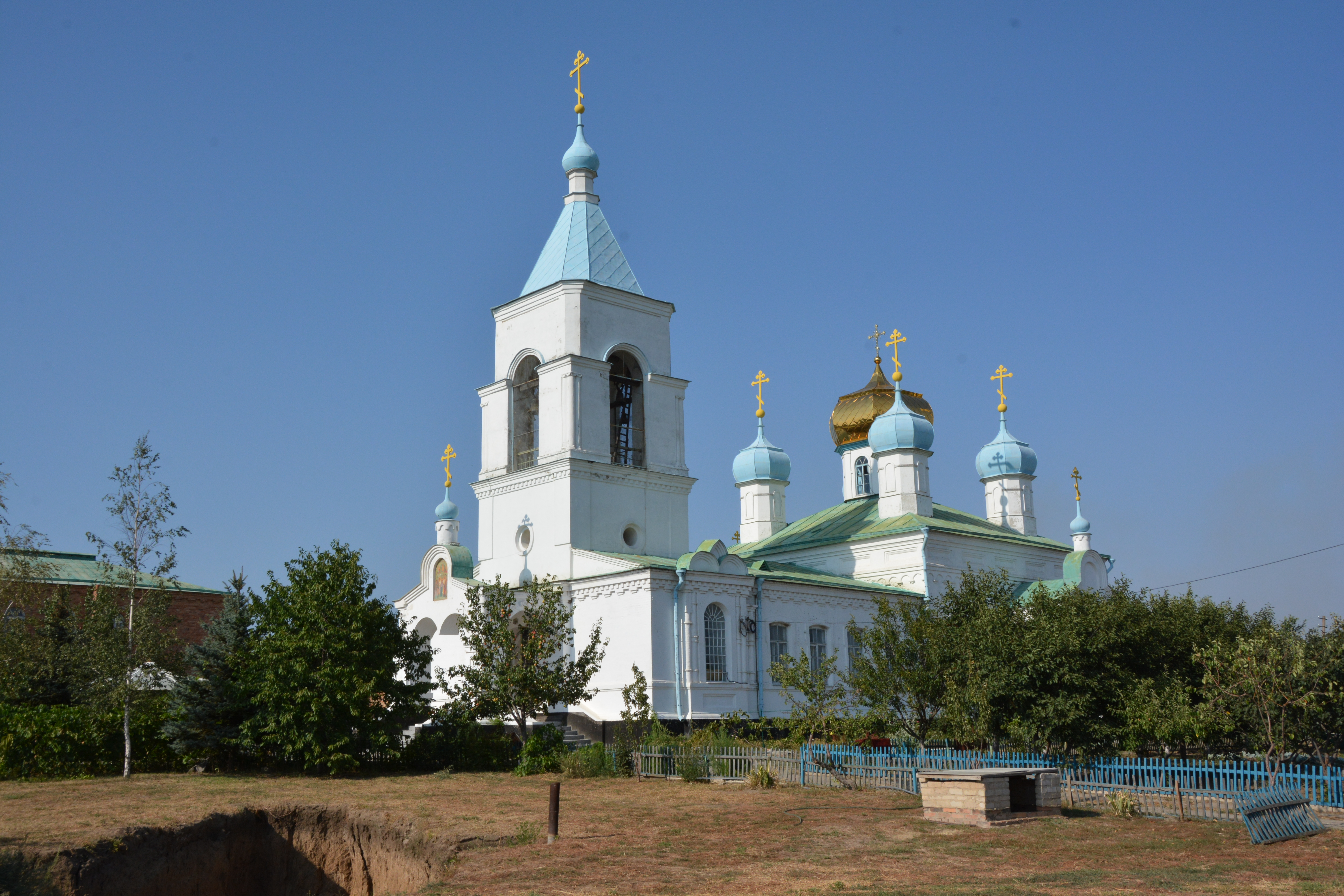
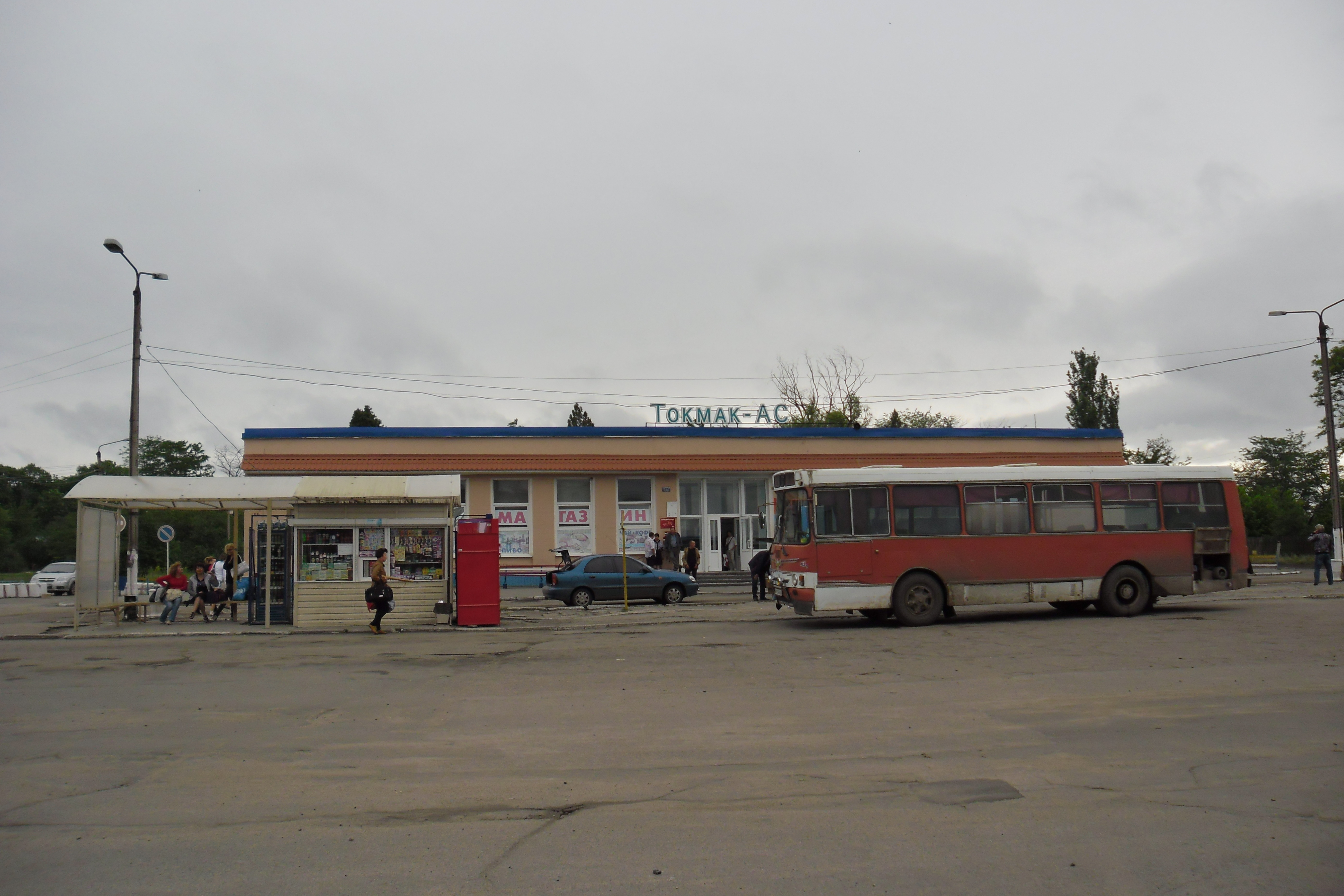